# Casa Radice Fossati
Casa Radice Fossati è un edificio storico di Milano situato in via Cappuccio n. 13

## Storia e descrizione
Il palazzo è uno dei più antichi esempi di architettura residenziale nobiliare di Milano: il palazzo infatti risalirebbe nelle sue forme primitive, per buona parte mantenute all'esterno, al XIII secolo. Al contrario l'interno fu rimaneggiato nel XVII secolo.
La facciata si presenta in cotto a vista con varie aperture risultato dai vari rimaneggiamenti e restauri che il palazzo ha subito negli anni: la struttura è molto sobria come tipico dell'architettura romanica; unico elemento decorato della facciata è infatti il portale arcuato con conci di terracotta e pietra alternati. L'ingresso all'interno avviene tramite un androne decorato con soffitto a cassettoni. Il cortile interno è definito su tre lati, di cui uno porticato con colonne di ordine tuscanico e soffitto a cassettoni, dal fabbricato, mentre il quarto lato dà sul giardino dell'abitazione.